# Garvão
Garvão est une ancienne paroisse civile portugaise (en portugais : freguesia) de la municipalité d'Ourique dans le district de Beja.
La loi no 11-A/2013 du 28 janvier 2013, portant réorganisation administrative du territoire des freguesias, fusionne Garvão avec la paroisse voisine de Santa Luzia pour former l’União das freguesias de Garvão e Santa Luzia (dont le siège est à Garvão).